# Алекс Квінтанілья
Алекс Квінтанілья (ісп. Álex Quintanilla, нар. 2 липня 1990, Більбао) — іспанський футболіст, захисник клубу «Хімнастік».
Виступав, зокрема, за клуб «Алавес».

## Ігрова кар'єра
Народився 2 липня 1990 року в місті Більбао.
У дорослому футболі дебютував 2009 року виступами за команду «Португалете», в якій провів один сезон, взявши участь у 32 матчах чемпіонату. 
Протягом 2010—2011 років захищав кольори клубу «Більбао Атлетік».
Своєю грою за останню команду привернув увагу представників тренерського штабу клубу «Алавес», до складу якого приєднався 2011 року. Відіграв за баскський клуб наступний сезон своєї ігрової кар'єри. Більшість часу, проведеного у складі «Алавеса», був основним гравцем захисту команди.
Згодом з 2012 по 2020 рік грав у складі команд «Валенсія Месталья», «Баракальдо», «Альмерія», «Мірандес», «Альмерія», «Кордова» та «Ібіса».
До складу клубу «Хімнастік» приєднався 2020 року. Станом на 22 липня 2022 року відіграв за клуб з Таррагони 55 матчів в національному чемпіонаті.